# 莽眼蝶亞族
莽眼蝶亞族（學名：Maniolina）是眼蝶族中的一個亞族。

## 分類
- 莽眼蝶屬 Maniola
- 火眼蝶屬 Pyronia
- 阿芬眼蝶屬 Aphantopus
- 紅緣眼蝶屬 Gyrocheilus